# Liste der Sieger der Grand-Slam-Turniere (Quaddoppel)
Die Liste der Sieger der Grand-Slam-Turniere im Quaddoppel listet alle Grand-Slam-Sieger bei den Rollstuhltennis-Quaddoppel seit 2007 auf. Das erste Grand-Slam-Turnier in dieser Wettbewerbsklasse wurde 2007 im Rahmen der US Open ausgetragen.

## Wettbewerbe
Farblegende: Grand Slam als Doppel
Grand Slam mit verschiedenen Partnern
| Jahr | Australian Open                | French Open                      | Wimbledon                      | US Open                       |
| ---- | ------------------------------ | -------------------------------- | ------------------------------ | ----------------------------- |
| 2007 |                                |                                  |                                | Nick Taylor David Wagner      |
| 2008 | Nick Taylor David Wagner       |                                  |                                | Ausgefallen, Paralympics      |
| 2009 | Nick Taylor David Wagner       |                                  |                                | Nick Taylor David Wagner      |
| 2010 | Nick Taylor David Wagner       |                                  |                                | Nick Taylor David Wagner      |
| 2011 | Andrew Lapthorne Peter Norfolk |                                  |                                | Nick Taylor David Wagner      |
| 2012 | Andrew Lapthorne Peter Norfolk |                                  |                                | Ausgefallen, Paralympics      |
| 2013 | Nick Taylor David Wagner       |                                  |                                | Nick Taylor David Wagner      |
| 2014 | Andrew Lapthorne David Wagner  |                                  |                                | Nick Taylor David Wagner      |
| 2015 | Andrew Lapthorne David Wagner  |                                  |                                | Nick Taylor David Wagner      |
| 2016 | Lucas Sithole David Wagner     |                                  |                                | Ausgefallen, Paralympics      |
| 2017 | Andrew Lapthorne David Wagner  |                                  |                                | Andrew Lapthorne David Wagner |
| 2018 | Dylan Alcott Heath Davidson    |                                  | Andrew Lapthorne David Wagner  | Andrew Lapthorne David Wagner |
| 2019 | Dylan Alcott Heath Davidson    | Dylan Alcott David Wagner        | Dylan Alcott Andrew Lapthorne  | Dylan Alcott Andrew Lapthorne |
| 2020 | Dylan Alcott Heath Davidson    | Sam Schröder David Wagner        | Ausgefallen, COVID-19-Pandemie | Dylan Alcott Andrew Lapthorne |
| 2021 | Dylan Alcott Heath Davidson    | Andrew Lapthorne David Wagner    | Andrew Lapthorne David Wagner  | Sam Schröder Niels Vink       |
| 2022 | Andrew Lapthorne David Wagner  | Sam Schröder Niels Vink          | Sam Schröder Niels Vink        | Sam Schröder Niels Vink       |
| 2023 | Sam Schröder Niels Vink        | Andrew Lapthorne Donald Ramphadi | Sam Schröder Niels Vink        | Sam Schröder Niels Vink       |
| 2024 | Andrew Lapthorne David Wagner  | Sam Schröder Niels Vink          | Sam Schröder Niels Vink        | Ausgefallen, Paralympics      |
| 2025 | Andrew Lapthorne Sam Schröder  | Guy Sasson Niels Vink            | Guy Sasson Niels Vink          |                               |